# Kativik
Kativik é um território equivalente a uma Regionalidade Municipal do Condado que está situada na região de Nord-du-Québec na província canadense de Quebec. Com uma área de mais de quinhentos mil quilómetros quadrados, tem, segundo dados de 2006, uma população de cerca de onze mil pessoas. Ela foi formalmente criada em 1978, sendo composta por 29 subdivisões: 14 Aldeias Nórdicas, 1 Terra Naskapie, 12 Terras de Reservas Inuites e 2 Territórios não Organizados.

## Subdivisões

### Aldeias Nórdicas
- Akulivik
- Aupaluk
- Inukjuak
- Ivujivik
- Kangiqsualujjuaq
- Kangiqsujuaq
- Kangirsuk
- Kuujjuaq
- Kuujjuarapik
- Puvirnituq
- Quaqtaq
- Salluit
- Tasiujaq
- Umiujaq

### Terra Naskapie
- Kawawachikamach

### Terras de Reservas Inuites
- Akulivik
- Aupaluk
- Inukjuak
- Kangiqsualujjuaq
- Kangiqsujuaq
- Kangirsuk
- Kuujjuaq
- Kuujjuarapik
- Quaqtaq
- Salluit
- Tasiujaq
- Umiujaq

### Territórios não Organizados
- Rivière-Koksoak
- Baie-d'Hudson